# Нідзам Джаміль
Мохд Нідзам бін Джаміль (малай. Mohd Nidzam bin Jamil, нар. 15 квітня 1980) — малайзійський футболіст, що грав на позиції захисника в низці малайзійських клубів та національній збірній Малайзії, та футбольний тренер, який до середини 2024 року керував діями клубу «Селангор».

## Ігрова кар'єра
Більшу частину своєї професійної кар'єри футболіста Нідзам Джаміль провів у клубі «Селангор», і футбольну кар'єру він розпочав у складі цього клубу в матчах на Кубок Президента. Нідзам також грав у складі клубів ПКНС, «Негері-Сембілан» і «Протон». Через травми та численні операції на гомілковостопному та колінному суглобах він вирішив припинити виступи на футбольних полях у віці 28 років, і зосередився на тренерській роботі.

## Виступи за збірні
Нідзам виступав за національну збірну Малайзії та молодіжну збірну Малайзії. Обидві збірні, за які він грав, тоді очолювалися Алланом Гаррісом. Єдиний гол на міжнародній арені Нідзам Джаміль забив на Чемпіонаті АСЕАН 2002 року в матчі проти збірної Лаосу на груповому етапі.

## Тренерська кар'єра

### СПА
У віці 32 роки Нідзам став одним із наймолодших тренерів, який виграв національний чемпіонат у Малайзії серед молоді як тренер клубу «СПА» у Малайзійській ФАМ лізі 2012 року. Також у 2012 році в Кубку Футбольної асоціації Малайзії він вивів команду до чвертьфіналу, де «СПА» стала першою командою з ФАМ-ліги, яка дійшла до цієї стадії.

### Air Asia
Нідзам також тренував команду «AirAsia» у Малайзійській ФАМ лізі, та керував футбольною командою Малайзійського університету на XXIX Всесвітній літній Універсіаді в Тайбеї 2017 року.

### Фелда Юнайтед
У 2017 році Нідзам Джаміль був призначений асистентом головного тренера клубу «Фелда Юнайтед». Після того, як Сатх'янатхан Бхаскран у листопаді 2018 року залишив пост головного тренера команди, 12 жовтня 2018 року Нідзам був призначений на посаду головного тренера «Фелда Юнайтед».

### Селангор
Через 18 років, 22 листопада 2021 року, Нідзам знову офіційно повернувся до свого рідного клубу, і був призначений асистентом тренера Міхаеля Файхтенбайнера. 9 серпня 2022 року «Селангор» повідомив, що керівництво та Міхаель Файхтенбайнер домовилися про відхід його з посади головного тренера клубу, яку він обіймав з 2020 року, та продовжити роботу на посаді спортивного директора клубу. Виконуючим обов'язки головного тренера клубу до кінця сезону 2022 року взяв на себе Нідзам.Після того, як «Селангор» призначив Тан Чен Хоу новим головним тренером клубу, Нідзам був переведений на посаду помічника головного тренера. На початку сезону 2024—2025 років Нідзам був призначений новим головним тренером клубу після того, як Тан Чен Хоу залишив команду, і перейшов на посаду головного тренера таїландського клубу «Поліс Теро». Після півроку на посаді головного тренера 30 жовтня 2024 року Нідзам Джаміль покинув клуб за взаємною згодою, незважаючи на те, що успішно тренував команду, та підтримував найкращу форму команди на змаганнях, зокрема вивів команду до фіналу Кубка Футбольної асоціації Малайзії.

## Особисте життя
Нідзам також з'являвся на супутниковому телеканалі Малайзії «Astro Arena» як футбольний експерт, або як запрошений коментатор у програмах Малайзійської футбольної ліги. Його покійний брат Заїд Джаміль також був футболістом, і грав за «Селангор» і збірну Малайзії. У 2018 році футбольне життя Нідзама було показано в короткому кліпі «Digi Hari Raya» під назвою «Niat or Nawaitu». Кліп розповідає про життя Нідзама Джаміля та його покійного брата.

## Титули і досягнення

### Як гравця
- Володар Кубка Малайзії (1):

«Селангор»: 2002
- Володар Суперкубка Малайзії (1):

«Селангор»: 2002

### Як тренера
- Переможець Малайзійської ФАМ ліги (1):

«СПА»: 2012